# Przepływomierz elektromagnetyczny
Przepływomierz elektromagnetyczny - to przyrząd pomiarowy, mierzący prędkość przepływu medium przez daną powierzchnię prostopadłą do kierunku pola magnetycznego wykorzystując zjawisko indukcji elektromagnetycznej Faradaya.

## Zasada działania
Zgodnie z prawem indukcji elektromagnetycznej Faradaya, w przewodniku poruszającym się w polu magnetycznym indukowana jest siła elektromotoryczna zależna od natężenia pola magnetycznego i prędkości ruchu przewodnika. W pomiarach przepływu metodą elektromagnetyczną rolę przewodnika pełni przepływająca ciecz (zatem przepływomierz wymaga przewodzącego medium, np. wody, ale także izolowanej elektrycznie powierzchni rury pomiarowej). 
Pole magnetyczne wytwarzane za pomocą prądu stałego o zmiennej biegunowości zapewnia stabilność punktu zerowego. Takie rozwiązanie czyni pomiar niezależnym od właściwości medium, np. w przypadku cieczy wielofazowych i niejednorodnych lub cieczy o niskiej przewodności.
Zalety:
- metoda zapewniająca niezależność pomiaru od ciśnienia, gęstości, temperatury i lepkości produktu
- możliwość pomiaru produktów o wysokiej koncentracji ciał stałych (np. szlamów kopalnianych, masy celulozowej)
- brak części ruchomych
- przepływomierz nie wprowadza spadku ciśnienia (pomiar pełnym przekrojem rury pomiarowej)
- wysoka dynamika pomiaru (ponad 1000:1)
- wysoka niezawodność i powtarzalność pomiaru oraz stabilność długoterminowa
- stosunkowo wysoka niewrażliwość na profil przepływającej cieczy